# 戴邦正
戴邦正（？年—？年），字貞卿，南直隶松江府上海縣人，民籍，明朝政治人物。

## 生平
嘉靖四年（1525年）乙酉科應天府鄉試舉人，嘉靖五年（1526年）丙戌科第三甲第103名進士。授义乌县知县，十六年官雲南按察司佥事，历官四川布政司参政。